# Операція «Фінал» (фільм)
Операція «Фінал» (англ. Operation Finale) — драматичний фільм режисера Кріса Вейца, прем'єра  якого відбулася 29 серпня 2018 року.

## Історія створення
За інформацією видання Smithsonian magazine, для Кріса Вейца фільм був особистим інтересом. За словами самого режисера, він хотів дослідити цей період часу через історію своєї родини. Його батько був біженцем, який у 1933 році переїхав з Німеччини до Англії та зрештою оселився у США, де працював у контррозвідці. Надалі він став істориком та дослідив біографії нацистських діячів. Кріс Вейц зауважив, що допомагав батькові в цьому, а після його смерті фільм "Операція «Фінал» дозволив відновити зв'язок.

## Сюжет
Фільм розповідає про події після Другої світової війни, пов'язані із розшуком та притягненням до відповідальності нацистського злочинця, оберштурмбанфюрера СС Адольфа Айхмана.
«Моссаду» стає відомо, що в Буенос-Айресі під чужим ім'ям переховується Айхман, один з організаторів Голокосту. Спочатку інформація сприймається керівництвом розвідки критично, але невдовзі до Аргентини рушає група розвідників, які ідентифікують особу Айхмана. Вони  планують його викрадення та доставлення до Ізраїлю, де Айхмана публічно судитимуть за скоєння воєнних злочинів.
Попри підтримку місцевою владою колишніх нацистів та пов'язані із цим труднощі, група співробітників «Моссаду» проводить вдалу операцію та Айхман постає перед судом в Єрусалимі.
На суді Айхман заперечує звинувачення та свою особисту вину у скоєнні воєнних злочинів, через які були вбиті понад шість мільйонів євреїв. Він вважає, що був частиною механізму та лише виконував накази, тому не повинен відповідати на усю нацистську систему.
Але його вина була беззаперечно доведена численними свідченнями колишніх в'язнів таборів смерті і підтверджена кіно та фото документами.

## Сприйняття
Фільм отримав переважно позитивні відгуки. Зокрема у виданні The New Yorker наведено, що "Операція «Фінал» — «детально реалізований (завдяки Мет'ю Ортону) захопливий екшн, який Вейц переносить на екран чітким, жвавим та енергійним, хоча й неоригінальним… Це звичайний фільм про надзвичайну тему, що отримує свій сенс саме з диспропорції: набору банальних дій, які мають велику вагу на терезах історії».

## Номінації
Фільм був представлений до нагород:
- Міжнародною асоціацією музичних кінокритиків у категорії «Краща оригінальна музика бойовика / пригодницького фільму / трилера» (Олександр Десплат), 2018[6];
- премією «Кіно заради миру» у категорії «За справедливість», 2019[7].